# XVIIe législature de la Troisième République portugaise
Depuis le 3 juin 2025
XVIe législature

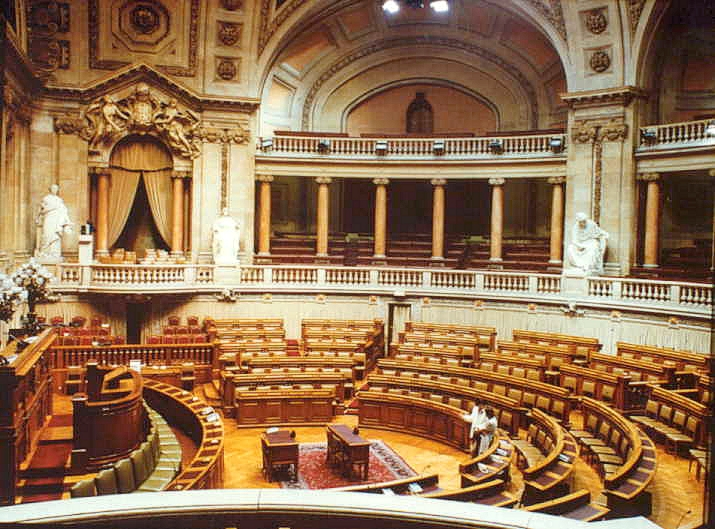
Hémicycle de l'Assemblée de la République portugaise.

La XVIIe législature de la Troisième République portugaise (en portugais : XVII Legislatura da Terceira República Portuguesa) est un cycle parlementaire de l'Assemblée de la République portugaise s'étant ouvert à la suite des élections législatives anticipées du 18 mai 2025. Ses premiers travaux prennent place le 3 juin 2025, son président José Pedro Aguiar-Branco est élu le même jour.

## Composition de l'Assemblée de la République

### Groupes parlementaires
Les députés peuvent se constituer en groupe parlementaire. Un nombre de siège n'est pas nécessairement requis, cependant à partir de deux sièges le groupe se voit conférer de plus larges prérogatives au sein de l'Assemblée,. Les groupes en gras forment le gouvernement.
| Groupe parlementaire | Groupe parlementaire                                   | Groupe parlementaire | Membres  | Président déclaré     |
| -------------------- | ------------------------------------------------------ | -------------------- | -------- | --------------------- |
|                      | Bloc de gauche Bloco de Esquerda                       | BE                   | 1 / 230  | Mariana Mortágua      |
|                      | Parti communiste portugais Partido Comunista Português | PCP                  | 3 / 230  | Paula Santos          |
|                      | Libre                                                  | L                    | 6 / 230  | Isabel Mendes Lopes   |
|                      | Parti socialiste Partido Socialista                    | PS                   | 58 / 230 | Eurico Brilhante Dias |
|                      | Personnes–Animaux–Nature Pessoas–Animais–Natureza      | PAN                  | 1 / 230  | Inês Sousa Real       |
|                      | Ensemble pour le peuple Juntos pelo Povo               | JPP                  | 1 / 230  | Filipe Sousa          |
|                      | Parti social-démocrate Partido Social Democrata        | PPD/PSD              | 89 / 230 | Hugo Soares           |
|                      | CDS – Parti populaire CDS – Partido Popular            | CDS-PP               | 2 / 230  | Paulo Núncio          |
|                      | Initiative libérale Iniciativa Liberal                 | IL                   | 9 / 230  | Mariana Leitão        |
|                      | Chega Assez                                            | CH                   | 60 / 230 | Pedro Pinto           |

## Organisation de l'Assemblée de la République

### Bureau de l'Assemblée
Le président de l'Assemblée de la République est élu pour la durée de la législature, par un vote à la majorité absolue de ses membres entre les candidats disposant des parrainages de 10 % à 20 % du nombre total de députés. Si aucun candidat ne l'emporte au premier tour, un nouveau vote est organisé entre les deux candidats ayant recueilli le plus grand nombre de suffrages. En cas d'échec, la procédure est recommencée.
Le reste du bureau comprend quatre vice-présidents, quatre secrétaires et quatre vice-secrétaires. Les postes de vice-présidents sont réservés aux quatre premiers groupes parlementaires par ordre d'importance ; tout groupe disposant d'au moins 10 % des sièges peut également proposer un secrétaire et un vice-secrétaire. L'élection est acquise à la majorité absolue.
| Poste           | Titulaire | Titulaire                | Parti   | Circonscription  |
| --------------- | --------- | ------------------------ | ------- | ---------------- |
| Président       |           | José Pedro Aguiar-Branco | PPD/PSD | Viana do Castelo |
| Vice-présidente |           | Teresa Morais            | PPD/PSD | Setúbal          |
| Vice-président  |           | À déterminer             |         |                  |
| Vice-président  |           | Marcos Perestrello       | PS      | Santarém         |
| Vice-président  |           | Rodrigo Saraiva          | IL      | Lisbonne         |
| Secrétaire      |           | Francisco Figueira       | PPD/PSD | Évora            |
| Secrétaire      |           | Gabriel Mithá Ribeiro    | CH      | Leiria           |
| Secrétaire      |           | Joana Lima               | PS      | Porto            |
| Secrétaire      |           | Germana Rocha            | PPD/PSD | Porto            |
| Vice-secrétaire |           | Sandra Pereira           | PPD/PSD | Lisbonne         |
| Vice-secrétaire |           | À déterminer             |         |                  |
| Vice-secrétaire |           | Susana Correia           | PS      | Aveiro           |
| Vice-secrétaire |           | Gonçalo Valente          | PPD/PSD | Beja             |

### Élection du président de l'Assemblée
|                          | José Pedro Aguiar-Branco | PPD/PSD                  | 202 | 87,82 |  |  |  |  |  |  |
|                          |                          |                          |     |       |  |  |  |  |  |  |
| Votes valides            | Votes valides            | Votes valides            | 205 | 89,13 |  |  |  |  |  |  |
| Votes blancs et nuls     | Votes blancs et nuls     | Votes blancs et nuls     | 25  | 10,86 |  |  |  |  |  |  |
| Total                    | Total                    | Total                    | 230 | 100   |  |  |  |  |  |  |
| Abstention               | Abstention               | Abstention               | 0   | 0,00  |  |  |  |  |  |  |
| Inscrits / participation | Inscrits / participation | Inscrits / participation | 230 | 100   |  |  |  |  |  |  |

## Composition de l'exécutif
| Fonction                          | Fonction                             | Titulaire               | Parti | Parti       | Mandat                 |
| --------------------------------- | ------------------------------------ | ----------------------- | ----- | ----------- | ---------------------- |
| Marcelo Rebelo de Sousa           | Président de la République           | Marcelo Rebelo de Sousa |       | Indépendant | Depuis le 9 mars 2016  |
| XXVe gouvernement constitutionnel |                                      |                         |       |             |                        |
| Luís Montenegro                   | Premier ministre                     | Luís Montenegro         |       | PPD/PSD     | Depuis le 2 avril 2024 |
|                                   | Ministre des Affaires parlementaires |                         |       |             |                        |